# Caricea kanoi
Caricea kanoi är en tvåvingeart som beskrevs av Shinonaga 2003. Caricea kanoi ingår i släktet Caricea och familjen husflugor. Inga underarter finns listade i Catalogue of Life.